# 床屋名誉組合
床屋名誉組合(とこやめいよくみあい、英語:Worshipful Company of Barbers)とは、英国ロンドンの序列17位に位置するリヴァリ・カンパニーである。
1540年に外科医ギルドと床屋ギルドが合併して誕生した組織で、1745年に再編成されてイングランド王立外科医師会の前身になった組織である。床屋の組合という名前であるが、外科医と床屋の両方を含む組合で日本では床屋外科ギルドと呼ばれることがある。
2020年現在は床屋と関係のない慈善団体として存続し、約350人の会員のうち半数が医療関係者で、さらにその半数が外科医である。このことを活かして医学的、外科的な慈善活動を行っている。

## 歴史
床屋組合についての最初に言及されたのはリチャード・ル・バーバーが仲間の間で秩序を保つために市会議員と裁判所によって選ばれた1308年に始まる。床屋は元々は教会の聖職者を助ける仕事をしていた。なぜなら、教皇は修道会のメンバーが自分で瀉血を行うことを禁じていたからで床屋は、ヘアカット、理髪、髭剃りに加えて、耳と頭皮のクレンジング、癤、瘻、嚢胞などの切除と膿の排出、瀉血、ヒルによる吸血、吸い玉放血法、浣腸、抜歯などを行っていた。
すぐに床屋のヘアカットと髭剃りの専門知識がほとんどない外科医が組合に加わり始めたが、1368年に外科医は独自の法人化されていない組合またはギルドを結成することを許可された。しかし、床屋ギルドはロンドンでの外科手術を監督する権限を保持していました。床屋ギルドは、1462年の勅許状によって名誉組合になった後もこの特権を保持し続けた。
外科医の組合は、1540年に議会法により床屋の組合と合併し、床屋と外科医の名誉組合を設立しました。同法は、外科医が髪を切ったり剃ったりすることはできず、理髪師が手術を行うことはできないと規定した。唯一の共通した活動は、歯の抜歯だった。赤と白のらせん状の縞模様が特徴のサインポールは、2つの技能（赤の手術と白の床屋）を示していました。床屋は戦争で外科医がイギリス海軍の軍艦に入るまで、外科医よりも高い賃金を受け取っていた。
名誉組合のメンバーになるために、経験豊富な床屋外科医の元で7年間の見習いとして教育された。見習いは、外科的ケアを支援し、骨折の治療や傷の縫合などの治療で実践的なスキルを習得した。見習いを終えると、新しいメンバーは名誉組合が任命した審査官による試験を受ける。その後、会費を支払い、名誉組合に仲間入りをする。 

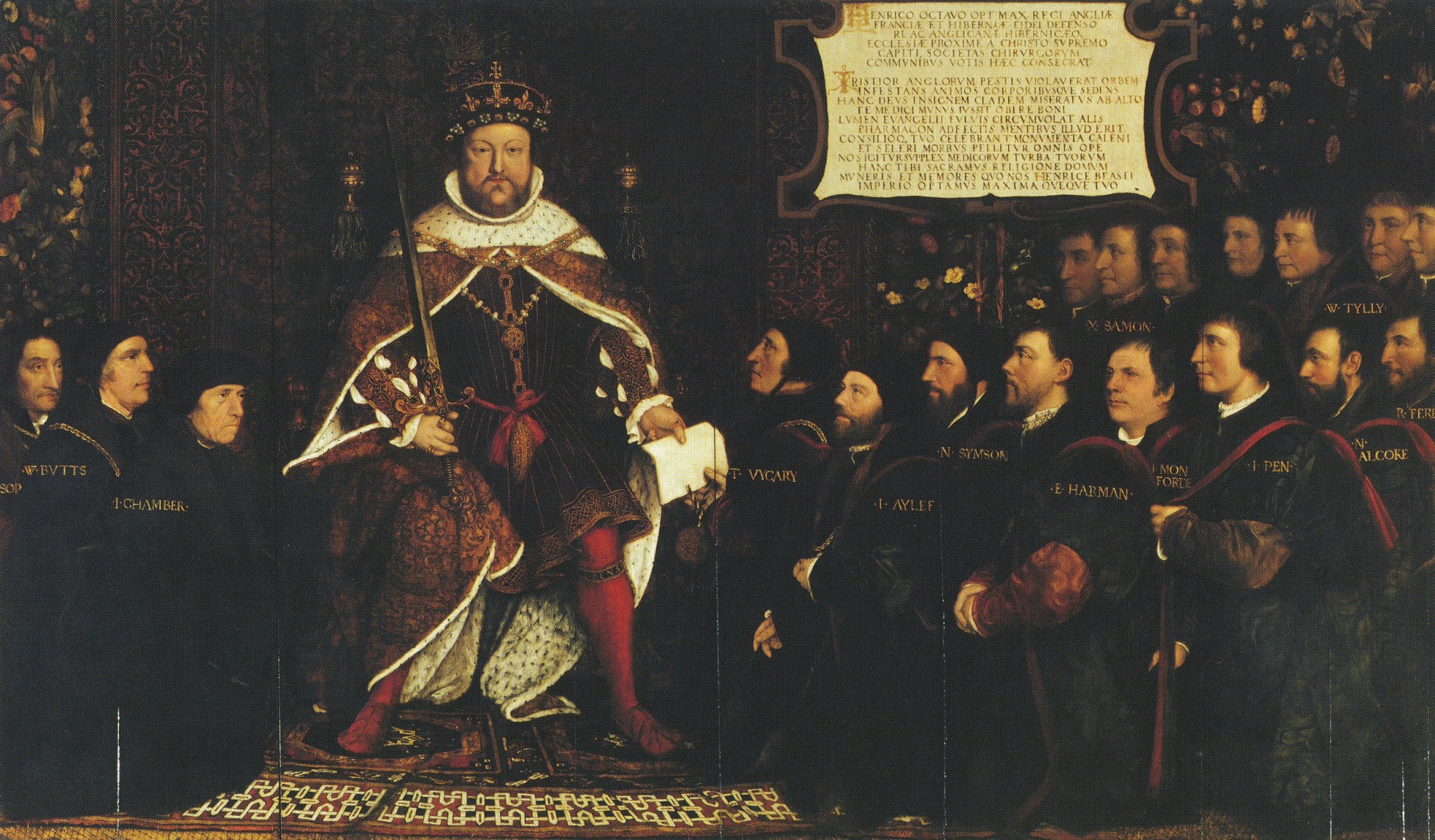
ハンス・ホルバインが描いたヘンリー8世が最初のマスターであるトーマス・ヴィカリーに床屋名誉組合の憲章を授ける絵画

床屋と外科医の名誉組合の最初のマスターは、聖バーソロミュー病院の病院長であり、王室の医師であるトーマス・ヴィカリーである。憲章の授与は、名誉組合のコレクションにあるハンス・ホルバインの絵画の主題。
しかし、外科の専門性が高まるにつれ、1745年に外科医は床屋から離れて外科医の組合を設立し、1800年にイングランド王立外科医師会になった。
2020年現在の名誉組合は、床屋との関係をもはや保持していない。しかし、それは外科医療とのつながりを保持しており、主に医学的および外科的症例の利益のために慈善団体として機能している。現代では、名誉組合の会員の3分の1から2分の1は、外科医、歯科医、またはその他の開業医である。 

## 床屋外科のホールと紋章

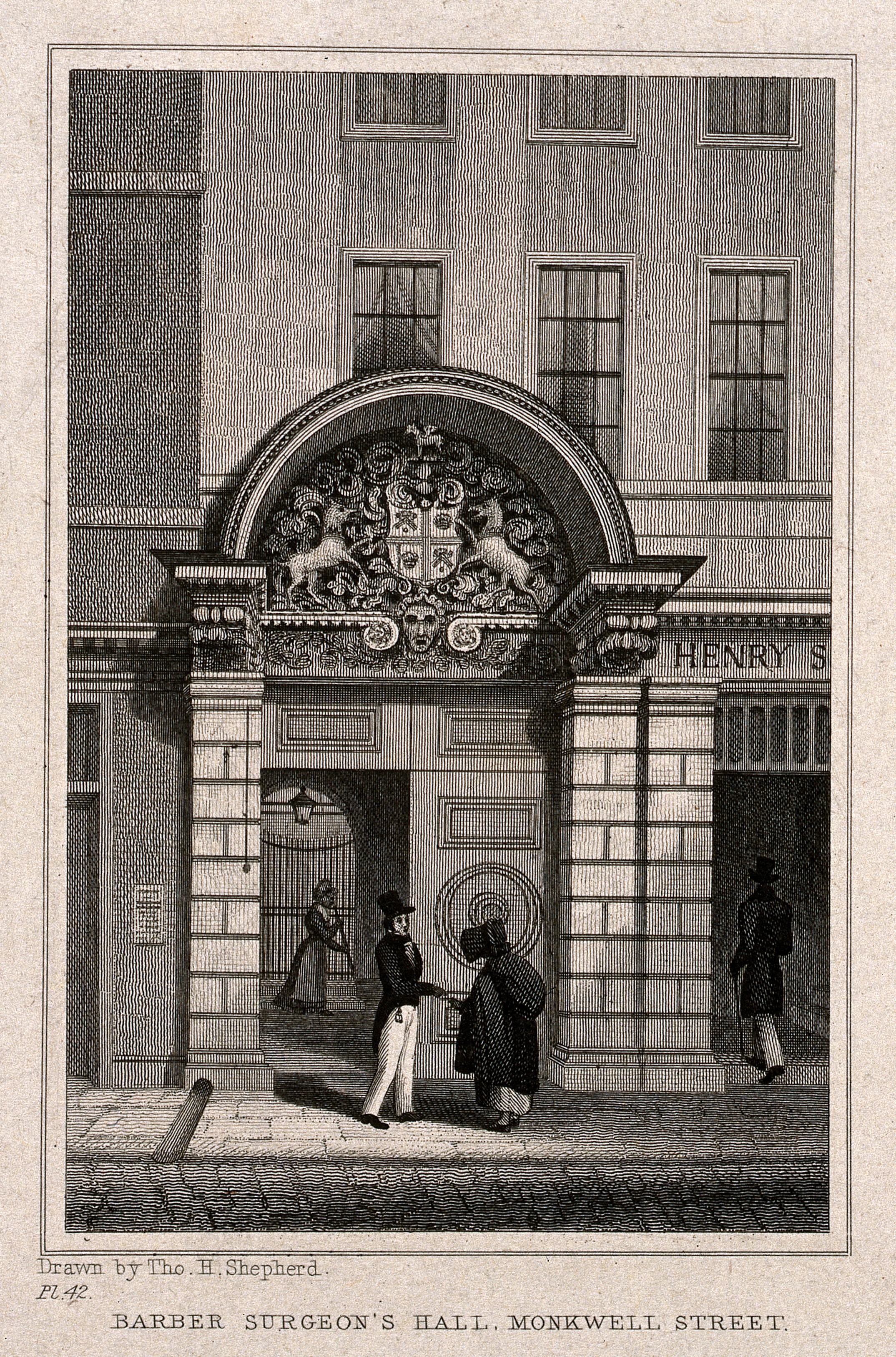
1830年にモンクウェルストリートにあった床屋外科ホール

ホールを囲むハーブガーデンは、薬の材料を栽培するために使用された、建物を火災から遠ざけたため、1666年のロンドン大火で無事だった理由の1つと考えられている。ホールは第二次世界大戦中の爆撃によって完全に破壊された。 
1540年に解剖の認可を受けた後、大衆がテーブルを囲んで、床屋の大広間で年に4回公の公開解剖が行われた。すべての自由な外科医は出席を義務付けられた。解剖された死体は、聖オラベ教会のシルバーストリート墓地に埋葬された。 1568年までに、会社のアシスタント裁判所は、解剖中にホールに木製の隆起した座席を建てるように命じた。 17世紀までに、旅行者は、パドヴァとライデンの大学が専用の解剖劇場を所有していることに気づいた。イニゴー・ジョーンズは床屋外科のために設計と製作を依頼したが、完成する前に亡くなった（1652年）。仕事は1636年にジョンウェッブによって完了した。
解剖劇場は、1666年のロンドン大火を生き延びた唯一の名誉組合の建物だった。 2番目のホールはエドワードジャーマンによって設計された。彼の計画は中庭を提供し、ホールの主要部分は再びローマ時代の城壁の要塞13を使用して西側にあった。建物は、1784年に解剖劇場が取り壊されて住宅に道を譲るまで、実質的に同じままだった。 1869年、経済的制約により、倉庫用の食堂と厨房エリアのリースが必要になり、会社は1階に玄関ロビーと法廷（新しい食堂となった）、および委員会につながる階段を保持するだけでした。ビードルのための部屋と宿泊施設があった。
1940年8月24日の夜、第2ホールとその周辺は、第二次世界大戦の初期にロンドンに落下した爆弾によってわずかに損傷を受けた、1940年12月29日の夜、ホールとその周辺地域はほぼ完全に破壊された。 3日間燃え上がった火事を起こした焼夷弾によって破壊された。 1969年5月13日、現在のホールはエリザベス女王によって再建された。
1540年に床屋と外科医組合が合併して床屋外科の名誉組合になったため、このホールは床屋外科ホールと呼ばれた。この名前は外科医が分離した後も続いている。
同様に、現在の会社の紋章は、合併後の1569年も授与されたものであり続ける。つまり、床屋名誉組合の会社の紋章は1451年に授与された最初と三番目のフリーム（瀉血ナイフ）とバッジの二番目と四番目の組み合わせ。外科医の組合（1492年、「スパッタ」（またはヘラ）の戴冠させたバラ–第2および第四）
- 紋章はグリフォン – グリフィンを掲げる英国の紋章のバリエーションの一つ。
- サポーターは王冠によって首輪と鎖でつながれたオオヤマネコ - おそらく手術に必要な視力の鋭さを示唆している。
- モットーはラテン語:DePraescientia Dei （神の予知） - おそらく、良いか悪いかにかかわらず、神に起因する外科医の不確実な結果を示している。